# Île de Brouard
L'île de Brouard est une île située sur la Saône appartenant à la commune de Saint-Albain.

## Description
Elle s'étend sur environ 1,4 km de longueur pour une largeur centrale d'un peu plus de 80 m.